# 圓翅幽眼蝶
圓翅幽眼蝶（學名：Zophoessa siderea），又名鹿野黑蔭蝶、鹿野黛蝶、細黛眼。

## 描述
本種略具雌雄二型性。
雄蝶：頭部與觸角為黑褐色，觸角末端裸露，複眼周圍有白色毛。口器與胸部為褐色，足為褐色，前足有刷狀毛。腹部背面褐色、腹面白色。前翅長22-26 mm，近直角三角形，翅頂略尖，後翅圓。翅背面底色褐色，後翅亞外緣有紫白色細帶。翅腹面褐色，外緣有紫色邊的橙色細線，後翅中央有兩道彎曲的紫色線條，外側有紫色圈紋。
雌蝶：體型與雄蝶相似，前足正常、毛較少。翅背面底色較淺，前翅中室末端有暗色紋。翅腹面較淡，外緣有橙色帶，內側有紫色白線，後翅有兩條紫色波狀線。外側有眼狀紋並圍以紫白色圈紋。緣毛黑白相間。
雄蝶與雌蝶間特徵有所差異，雌蝶前翅外緣與翅腹面的斑紋較為清晰。

## 分佈
分布於喜馬拉雅地區、中南半島北部、華西至華南及臺灣；臺灣僅見於本島中海拔山區。

## 棲地
棲息於常綠闊葉林與箭竹林，一年至少兩代。成蝶活動於箭竹原與森林邊緣，飛行活潑，會訪花。幼蟲以玉山箭竹為食。